# Songeons
Songeons – miejscowość i gmina we Francji, w regionie Hauts-de-France, w departamencie Oise.
Według danych na rok 1990 gminę zamieszkiwały 883 osoby, a gęstość zaludnienia wynosiła 65 osób/km² (wśród 2293 gmin Pikardii Songeons plasuje się na 324. miejscu pod względem liczby ludności, natomiast pod względem powierzchni na miejscu 247.).